# Eupithecia atrataria
Eupithecia atrataria är en fjärilsart som beskrevs av Herrich-Schäffer 1855. Eupithecia atrataria ingår i släktet Eupithecia och familjen mätare. Inga underarter finns listade i Catalogue of Life.